# I'm Still Alive
«I'm Still Alive» (укр. «Я все ще жива») — пісня, з якою словацький гурт TWiiNS представив Словаччину на пісенному конкурсі Євробачення 2011. Пісня була виконана в другому півфіналі, 12 травня, але до фіналу не пройшла .